# Dicranoloma limprichtii
Dicranoloma limprichtii là một loài Rêu trong họ Dicranaceae. Loài này được (M. Fleisch.) Paris mô tả khoa học đầu tiên năm 1904.